# Völva

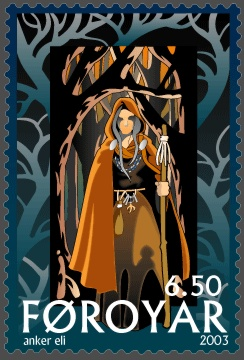
Imagen de una völva en un sello de las Islas Feroe.

Una völva (del nórdico antiguo: vǫlva, «la que lleva el vǫlr, bordón o vara»), también llamada vala (del alto alemán antiguo: wala) o fjǫlkunnig («llena de conocimiento») a veces mencionada como seiðkona («que practica el seiðr») o wicce, entre las tribus germánicas, era una sacerdotisa, profetisa y mujer sabia en la mitología escandinava, cuya actividad abunda en la mitología nórdica y la literatura medieval escandinava.

## Visión general
La palabra inglesa witch es la forma moderna de wicce. Como las mujeres en general en las sociedades tribales germanas precristianas, las völvas practicaban seiðr (chamanismo en la magia rúnica), el cual era considerado como ergi (que no era para los hombres), a pesar de que había practicantes masculinos llamados seiðmaðr (o Wicce en antiguo inglés).
También asociados a las völvas estaban los encantamientos llamados galdrar. Se creía que las völvas poseían tales poderes y que incluso el padre de los dioses, Odín en persona, consultó a una para conocer el futuro de las divinidades, un relato que se preserva en Völuspá.
Ejemplos de völvas en la literatura nórdica incluyen la vidente Heidi (alt. Heith) en la Völuspá, la bruja Gróa en Svipdagsmál y Þórbjörg lítilvölva en la saga de Erik el Rojo.